# Droit zimbabwéen
Le droit zimbabwéen est le droit appliqué au Zimbabwe depuis l'indépendance du Royaume-Uni le 11 novembre 1965 en tant que Rhodésie du Sud, reconnue le 17 avril 1980.

## Sources du droit

### Constitution
L'article 3 dispose que la Constitution est la loi suprême du Zimbabwe et toute loi contraire à celle-ci doit, dans la mesure de son inconstitutionnalité, être considérée comme nulle.

### Législation
L'« autorité législative » est conféré au Parlement et au Président. Le Parlement est divisé en deux chambres : le Sénat et l'Assemblée.

### Jurisprudence
Les décisions des juridictions supérieures sont contraignantes sur les juridictions inférieures. Le Zimbabwe fait aussi référence aux jurisprudences des juridictions sud-africaines ainsi qu'aux précédents des juridictions de droit anglais, de droit romano-néerlandais et à ceux de Rhodésie.

### Droit coutumier
Le droit coutumier du Zimbabwe fait référence aux coutumes et pratiques immémoriales des tribus du Zimbabwe. Elle doit être certaine, raisonnable, et doit avoir été reconnue comme droit formel.
La Constitution reconnait le droit coutumier africain en général.
Le droit coutumier du Zimbabwe a une application limitée : il ne peut être appliqué en matière pénale et n'est applicable qu’à certain volet du mariage, de l’héritage et du gardiennage.

### Common law
La common law du Zimbabwe fait référence au droit non-écrit. L'expression common law n'inclut pas le droit coutumier africain. La common law zimbabwéenne est principalement le droit romano-néerlandais appliqué au Cap de Bonne-Espérance le 10 juin 1891. 

## Organisation juridictionnelle
L'article 79 dispose que l’autorité judiciaire est investie à la Cour suprême, à la Haute Cour et aux cours subordonnées.
La Cour suprême est la juridiction supérieure de l’État. Elle prend connaissance des pourvois formés contre les décisions de la Haute Cour.
La Haute Cour est établie par l'article 81(1) de la Constitution comme juridiction supérieure de l’enregistrement.
Les tribunaux administratifs sont établis par l’article 3 de l’Administrative Court Act de 1979.

## Sources

## Compléments